# GMOカーズ
GMOカーズ（ジーエムオー カーズ、GMO CARS）は、日本の企業。企業グループGMOインターネットグループ傘下の会社GMOクラウドの連結子会社である。資本金は3900万円で、東京都渋谷区に本社を置き、自動車に関わるIoTの総合事業を手掛け、2017年7月から2018年12月までクルモを運営していた。クルモは、中古車の個人間売買をインターネット上で行うフリーマーケットサイトである。他に主な事業サービスとしてリンクドライブとリンクピットがあったが、2020年1月からは2つとも2020年1月6日に設立されたGMOモビリティクラウドが運営している。GMOカーズの親会社GMOクラウドの2019年末時点での有価証券報告書で、GMOカーズの提供サービス欄は空欄になっている。

## 沿革
GMOカーズはGMOクラウドが全額出資した子会社として2016年10月に設立された。2017年7月にクルマのフリーマーケットサイトクルモを開始した。2017年9月に車載コネクタを使ったサービスリンクドライブを開始した。また、クラウド型スキャンツールリンクピットを開始した。その後クルモは2018年12月にサービスを停止し、リンクドライブとリンクピットは2020年1月からGMOモビリティクラウドが運営している。

## 製品
クルモ (culumo)
個人が所有する中古車を、個人間で売却・購入できる車に特化したフリーマーケットサイト。名義変更手続きや車両輸送などの作業や、代金のやり取りなどを「クルモ」が仲介・サポートする。2018年12月21日に全サービスを停止した。
LINKDrive（リンクドライブ）
車両のコンディションを解析し、自動車の不調を未然に防ぐ『予防整備』や、燃費の悪化などを『見える化』するアプリ。2020年1月からGMOモビリティクラウド株式会社が運営している。
LINKPit（リンクピット）
自動車整備事業者向けに提供するクラウド型スキャンツール。車両整備の一連の診断をタブレット端末向けアプリで実施でき、インターネット（クラウド）を介した遠隔診断も行えるサービス。2020年1月からGMOモビリティクラウド株式会社が運営している。